# Pirquitasit
Pirquitasit ist ein sehr selten vorkommendes Mineral aus der Mineralklasse der „Sulfide und Sulfosalze“ mit der chemischen Zusammensetzung Ag2ZnSnS4 und damit chemisch gesehen ein Silber-Zink-Zinn-Sulfid.
Pirquitasit kristallisiert im tetragonalen Kristallsystem, konnte bisher jedoch nur in Form von unregelmäßigen Körnern bis etwa 0,5 mm Größe entdeckt werden. Das Mineral ist in jeder Form undurchsichtig (opak) und zeigt auf den im Auflicht bräunlichgrauen Kristalliten mit internen roten Reflexionen einen metallischen Glanz.

## Etymologie und Geschichte

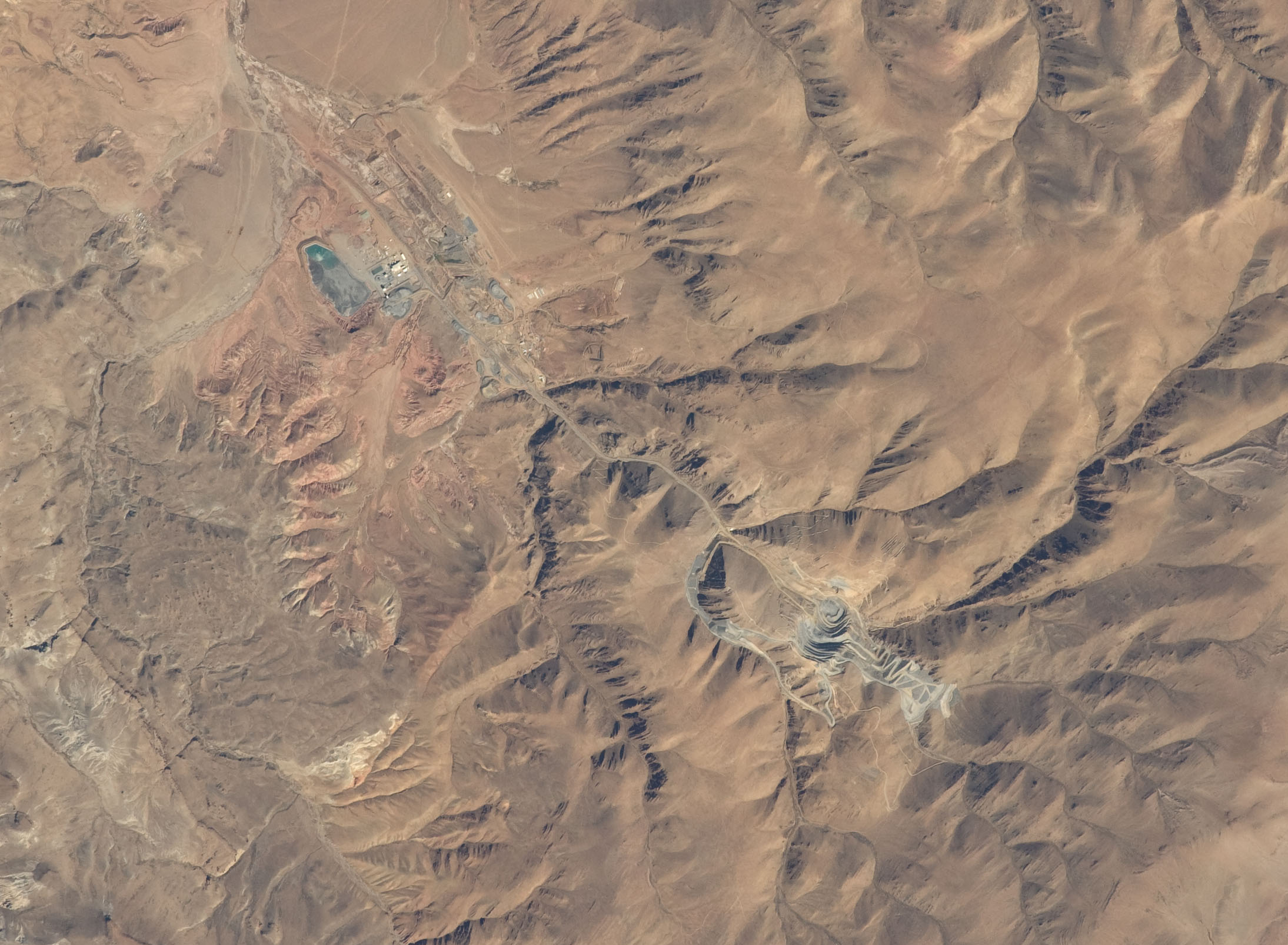
Sicht von der ISS aus auf den Tagebau der Ag-Sn-Lagerstätte „Pirquitas“

Pirquitasit  wurde erstmals in der Silber-Zinn-Lagerstätte „Pirquitas“  im Departamento Rinconada der argentinischen Provinz Jujuy entdeckt. Die Analyse und Erstbeschreibung erfolgte durch Zdenĕk Johan (1935–2016) und Paul Picot (* 1931), die das Mineral nach dessen Typlokalität benannten.
Johann und Picot sandten ihre Untersuchungsergebnisse 1980 zur Prüfung an die International Mineralogical Association (interne Eingangsnummer der IMA: 1980-091), die den Pirquitasit als eigenständige Mineralart anerkannte. Publiziert wurde die Erstbeschreibung 1982 im französischen Fachmagazin Bulletin de Minéralogie. Die seit 2021 ebenfalls von der IMA/CNMNC anerkannte Kurzbezeichnung (auch Mineral-Symbol) von Pirquitasit lautet „Pi“.
Das Typmaterial des Minerals wird in der Mineralogischen Sammlung der Mines ParisTech (ENSM) unter der Katalognummer 51364 (CT) aufbewahrt.

## Klassifikation
Da der Pirquitasit erst 1980 als eigenständiges Mineral anerkannt wurde, ist er in der zuletzt 1977 überarbeiteten 8. Auflage der Mineralsystematik nach Strunz noch nicht verzeichnet.
In der zuletzt 2018 überarbeiteten Lapis-Systematik nach Stefan Weiß, die formal auf der alten Systematik von Karl Hugo Strunz in der 8. Auflage basiert, erhielt das Mineral die System- und Mineralnummer II/C.06-120. Dies entspricht der Klasse der „Sulfide und Sulfosalze“ und dort der Abteilung „Sulfide mit dem Stoffmengenverhältnis Metall : S,Se,Te ≈ 1 : 1“, wo Pirquitasit zusammen mit Barquillit, Briartit, Černýit, Famatinit, Ferrokësterit, Hocartit, Kësterit, Keutschit, Kuramit, Luzonit, Permingeatit, Petrukit, Rhodostannit, Sakuraiit, Stannit, Toyohait und Velikit die „Stannitgruppe“ mit der Systemnummer II/C.06 bildet.
Die von der IMA zuletzt 2009 aktualisierte 9. Auflage der Strunz’schen Mineralsystematik ordnet den Pirquitasit ebenfalls in die Abteilung der „Metallsulfide, M : S = 1 : 1 (und ähnliche)“ ein. Diese ist weiter unterteilt nach den in der Verbindung vorherrschenden Metallen, so dass das Mineral entsprechend seiner Zusammensetzung in der Unterabteilung „mit Zink (Zn), Eisen (Fe), Kupfer (Cu), Silber (Ag) usw.“ zu finden ist, wo es zusammen mit Černýit, Ferrokësterit, Hocartit, Idait, Kësterit, Kuramit, Stannit und Velikit die „Stannitgruppe“ mit der Systemnummer 2.CB.15a bildet.
In der vorwiegend im englischen Sprachraum gebräuchlichen Systematik der Minerale nach Dana hat Pirquitasit die System- und Mineralnummer 02.09.02.07. Auch dies entspricht der Klasse der „Sulfide und Sulfosalze“ und dort der Abteilung „Sulfidminerale“, wo das Mineral zusammen mit Barquillit, Briartit, Černýit, Ferrokësterit, Hocartit, Kësterit, Kuramit, Sakuraiit, Stannit und Velikit in einer unbenannte Gruppe/die „Stannitgruppe (Tetragonal: I42m) A2BCS-Typ“ mit der Systemnummer 02.09.02 innerhalb der Unterabteilung „Sulfide – einschließlich Selenide und Telluride – mit der Zusammensetzung AmBnXp, mit (m+n) : p = 1 : 1“ zu finden ist.

## Chemismus
In der idealen Zusammensetzung von Pirquitasit (Ag2ZnSnS4) besteht das Mineral im Verhältnis aus zwei Teilen Silber (Ag), je einem Teil Zink (Zn) und Zinn (Sn) sowie vier Teilen Schwefel (S). Dies entspricht einem Massenanteil (Gewichtsprozent) von 40,85 Gew.-% Ag, 12,39 Gew.-% Zn, 22,48 Gew.-% Sn und 24,29 Gew.-% S.
Insgesamt 21 Elektronenmikrosonden-Analysen ergaben allerdings aufgrund der umfangreichen Mischkristallbildung zwischen Pirquitasit und Hocartit (Ag2FeSnS4) von 12 bis 67 Mol-%, bei der Zink gegen Eisen (Fe) ausgetauscht wird, eine abweichende Zusammensetzung. Das Mineralkorn, das der theoretischen Endgliedformel am nächsten kommt, besteht aus 39,72 Gew.-% Ag, 11,40 Gew.-% Zn, 23,12 Gew.-% Sn und 24,42 Gew.-% S sowie 1,31 Gew.-% Fe und als formelfremde Beimengung 0,06 Gew.-% Cu.
Auf der Basis von 8 Atomen pro Formeleinheit ergibt sich daraus die empirische Formel (Ag1,93Cu0,01)Σ=1,94(Zn0,92Fe0,12)Σ=1,04Sn1,02S4,00 oder idealisiert (Ag,Cu)2(Zn,Fe)SnS4.

## Kristallstruktur
Pirquitasit kristallisiert in der tetragonalen Raumgruppe I4 (Raumgruppen-Nr. 82) mit den Gitterparametern a = 5,7757 Å und c = 10,870 Å sowie zwei Formeleinheiten pro Elementarzelle.

## Bildung und Fundorte
Pirquitasit bildet sich durch hydrothermale Vorgänge in subvulkanischen, polymetallischen Gangsystemen. An seiner Typlokalität Pirquitas, deren Lagerstätte das äußerste südliche Ende des sogenannten „Bolivianischen Zinn-Gürtels“ darstellt, fand sich das Mineral in Paragenese mit Aramayoit, Chalkostibit, Franckeit, Hocartit, Kassiterit, Kësterit, Markasit, Miargyrit, Pyrit, Rhodostannit, Stannit und Wurtzit.
Pirquitasit gehört zu den sehr seltenen Mineralbildungen, von denen bisher nur wenige Proben aus weniger als 10 Vorkommen dokumentiert sind (Stand 2025). Seine Typlokalität, der Tagebau Pirquitas mit einigen untergeordneten Fundpunkten im Departamento Rinconada ist dabei der bisher einzige bekannte Fundort in Argentinien.
Der ebenfalls bisher einzige Fundort in Europa ist ein Tagebau in einer hydrothermal umgewandelten, subvulkanischen porphyrischen Au-Ag-Lagerstätte bei Roșia Montană (auch deutsch Goldbach, ungarisch Verespatak) in der rumänischen Region Siebenbürgen.
Des Weiteren konnte Pirquitasit nur noch im Bergbaurevier Santa Fé in der Provinz Pantaleón Dalence (Oruro) und in der 6 de Agosto Mine am Cerro Rico (auch Cerro de Potosí) bei Potosí in Bolivien sowie in der Toyoha-Mine bei Minami-ku (Sapporo) in der japanischen Präfektur Hokkaidō und in der Uchucchacua Mine nahe Oyón im Nordosten der Region Lima in Peru gefunden werden.